# ليلك أباد
ليلك أباد هي قرية في مقاطعة شاهين دج، إيران. يقدر عدد سكانها بـ 75 نسمة بحسب إحصاء 2016.